# 稚内港
稚内港（わっかないこう）は、北海道稚内市にある港湾。港湾管理者（ポート・オーソリティ）は稚内市。日本国の実効支配が及ぶ領域では最北にある港湾法上の「重要港湾」、港則法上の「特定港」である。

## 概要
道北の産業や生活に関わる物流の拠点であるほか、沿岸漁業や沖合漁業の基地、利尻島・礼文島やロシア・サハリン州との間をフェリーや旅客船で結ぶ連絡港としての役割がある。また、「サハリンプロジェクト」に関する支援基地として活用する動きがある。2007年（平成19年）には北海道第1号のみなとオアシスにみなとオアシスわっかないとして登録されている。

## 港湾施設

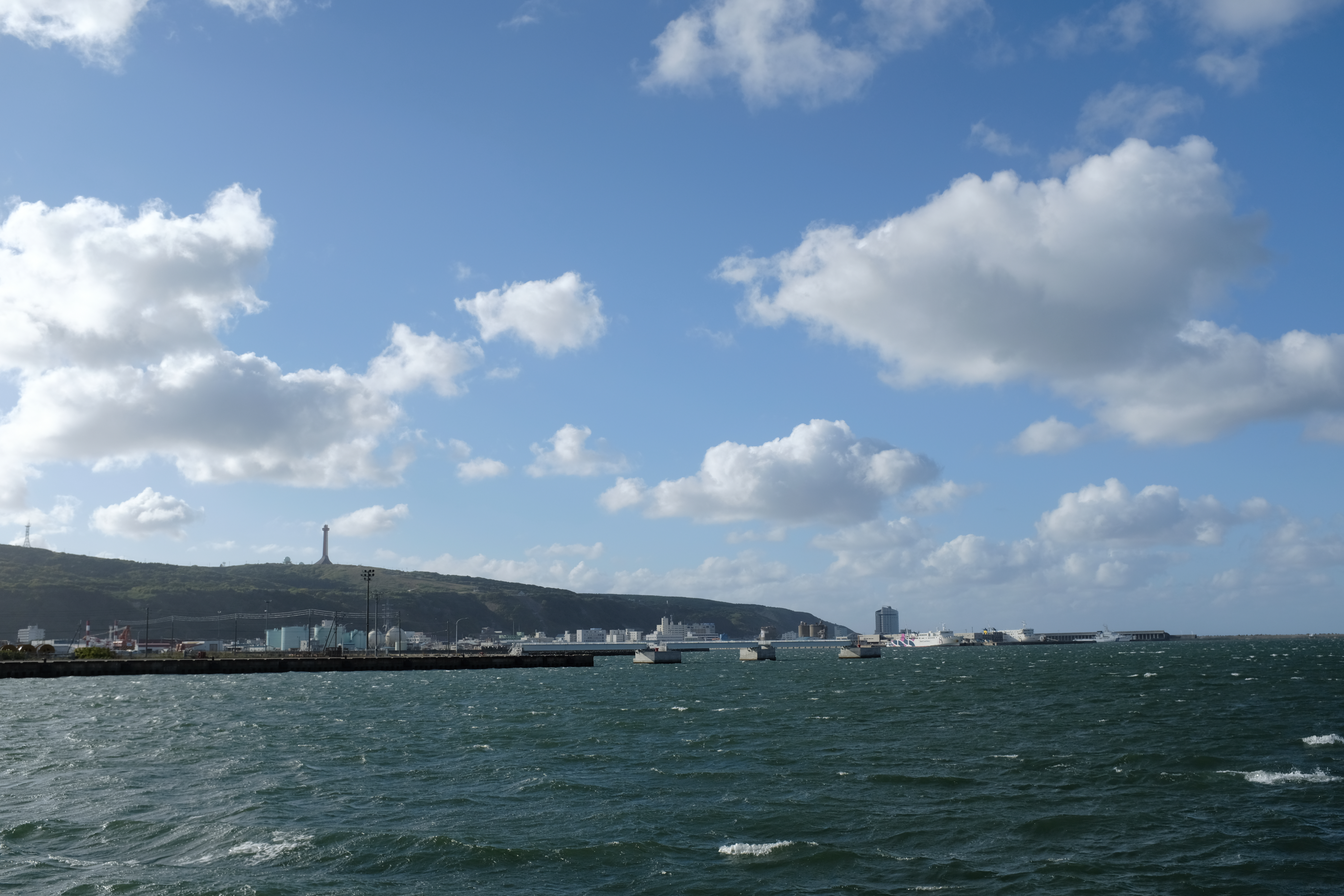
末広ふ頭東岸壁 大型クルーズ線係留連絡橋

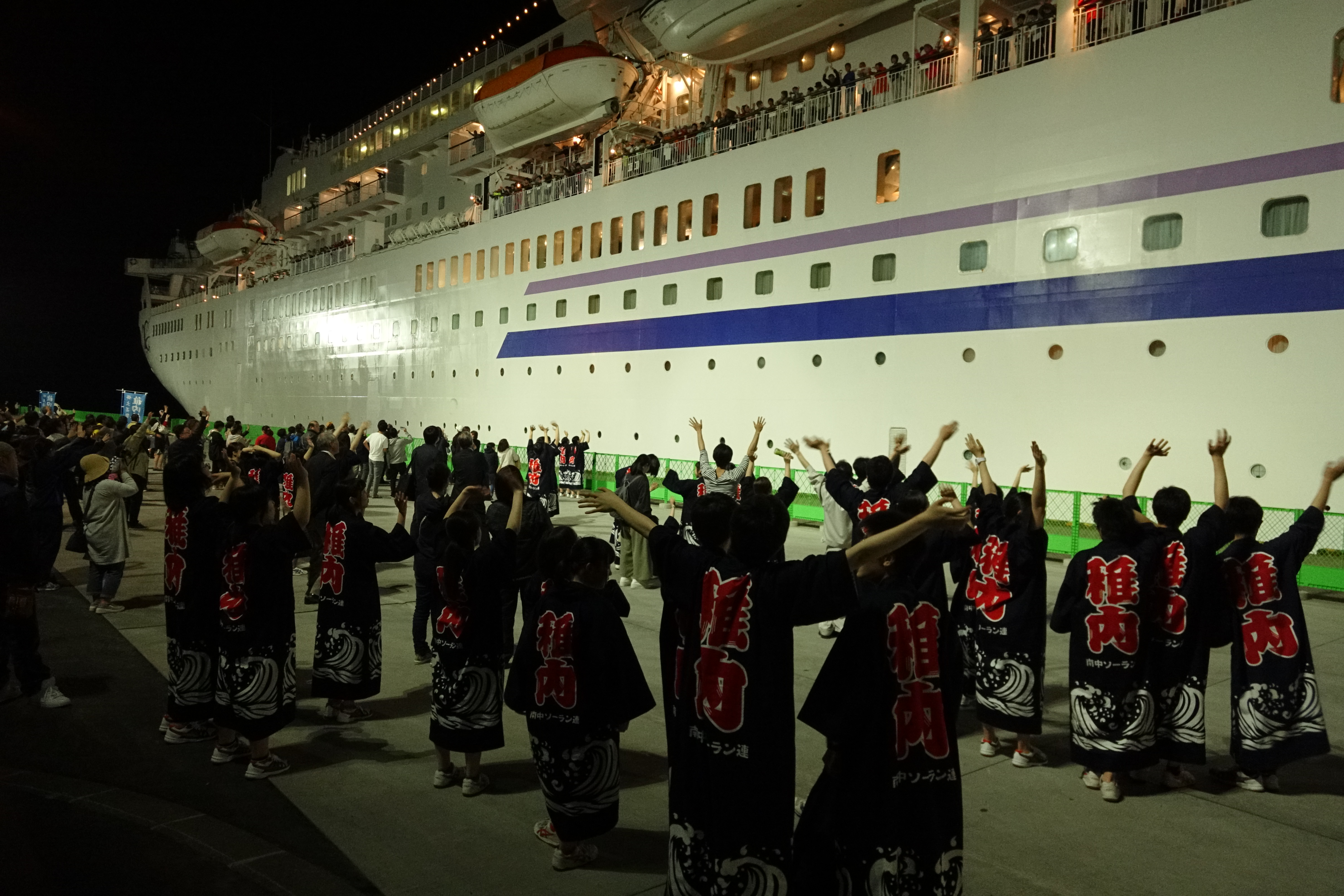
末広ふ頭東岸壁 大型クルーズ線係留連絡橋より出航するぱしふぃっくびいなす

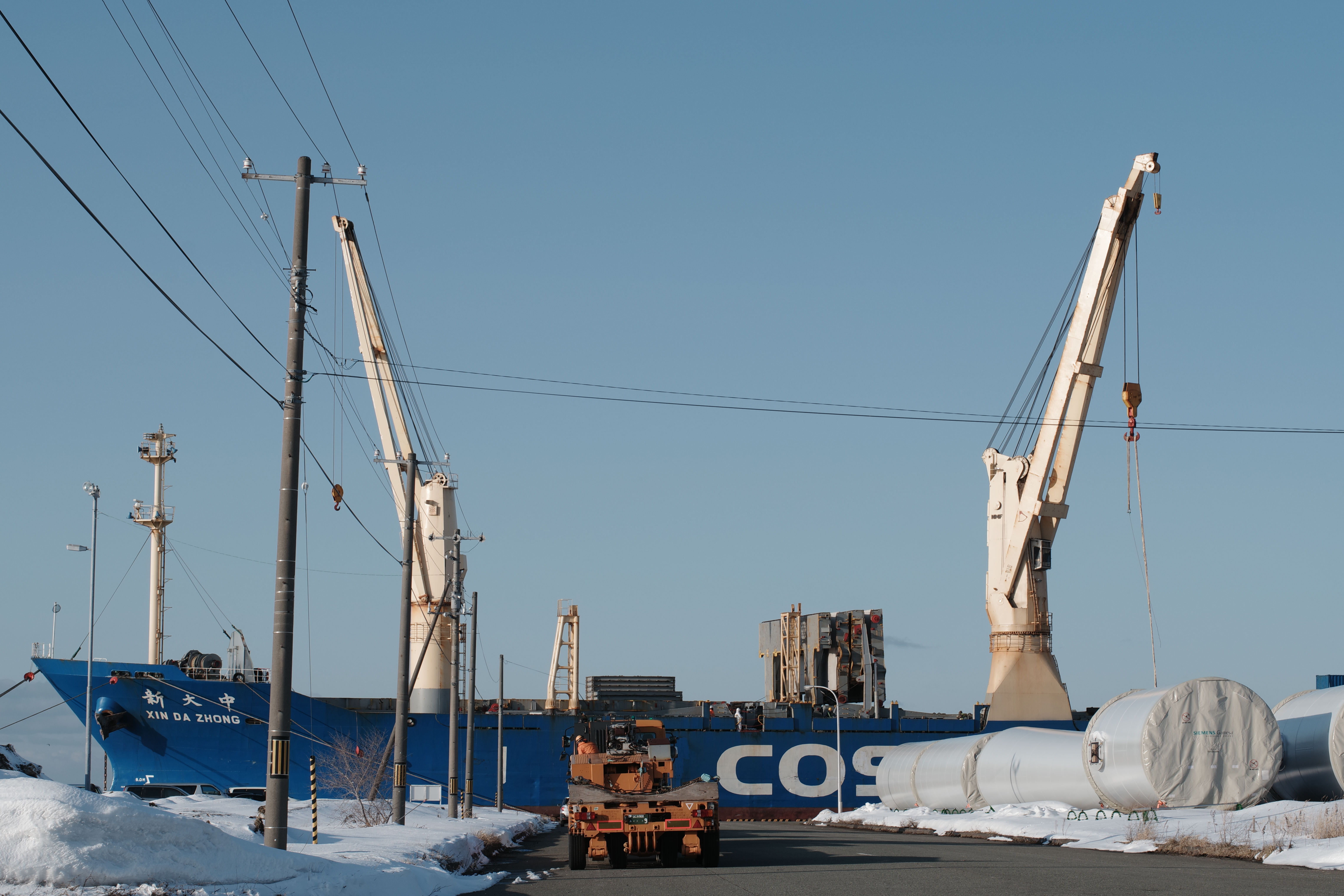
天北1号ふ頭北岸壁に係留されているCOSCO Shippingの貨物船 XIN DA ZHONG

「稚内港港湾要覧」参照

### 灯台
- 稚内灯台
- 北防波堤灯台
- 北洋ふとう北防波堤灯台
- 第二副港防波堤灯台
- 東防波堤西灯台
- 北副防波堤東灯台
- 東防波堤東灯台

### 防波堤
- 北防波堤
- 北副防波堤
- 東防波堤
- 第二副港防波堤
- 第一副港防波堤
- 北洋ふ頭北防波堤
- 北洋ふ頭南防波堤
- 木材取扱施設東防波堤
- 末広防波堤

### 岸壁
大型けい船岸壁
- 末広地区
  - 末広ふ頭東岸壁
  - 末広ふ頭西岸壁
- 天北地区
  - 天北1号ふ頭北岸壁
  - 天北1号ふ頭西岸壁
  - 天北1号ふ頭東岸壁
  - 天北2号ふ頭西岸壁
  - 天北2号ふ頭東岸壁
- 北地区
  - 北ふ頭けい船岸壁
  - 北ふ頭南岸壁A
  - 北ふ頭南岸壁B
  - 中央ふ頭－7.5 m北岸壁（基部）
  - 中央ふ頭－5.5 m北岸壁
  - 中央ふ頭－6.0 m北岸壁
  - 中央ふ頭－7.5 m北岸壁（先端）
  - 中央ふ頭南岸壁
  - 中央ふ頭－5.5 m南岸壁（基部）
  - 中央ふ頭－6.0 m耐震岸壁
- 港地区
  - 北洋ふ頭第1南岸壁
  - 北洋ふ頭第2南岸壁
  - 北洋ふ頭－6.0 m北岸壁
  - 北洋ふ頭－7.5 m北岸壁
  - 北洋ふ頭改良岸壁
  - 第一副港岸壁
  - 第二副港岸壁

小型けい船岸壁
- 末広地区
  - 末広ふ頭物揚場
- 天北地区
  - 天北1号ふ頭物揚場
  - 天北1号ふ頭物揚場2
  - 天北船だまり物揚場
  - 天北2号ふ頭物揚場
  - 天北2号ふ頭東物揚場
- 恵比須地区
  - 北船だまり物揚場（西側）
  - 北船だまり物揚場（北側）
- 港地区
  - 第二副港物揚場

## 定期航路
国内航路
- ハートランドフェリー
  - 稚内 - 鴛泊（利尻島）
  - 稚内 - 香深（礼文島）

国外航路
- サハリン船舶会社

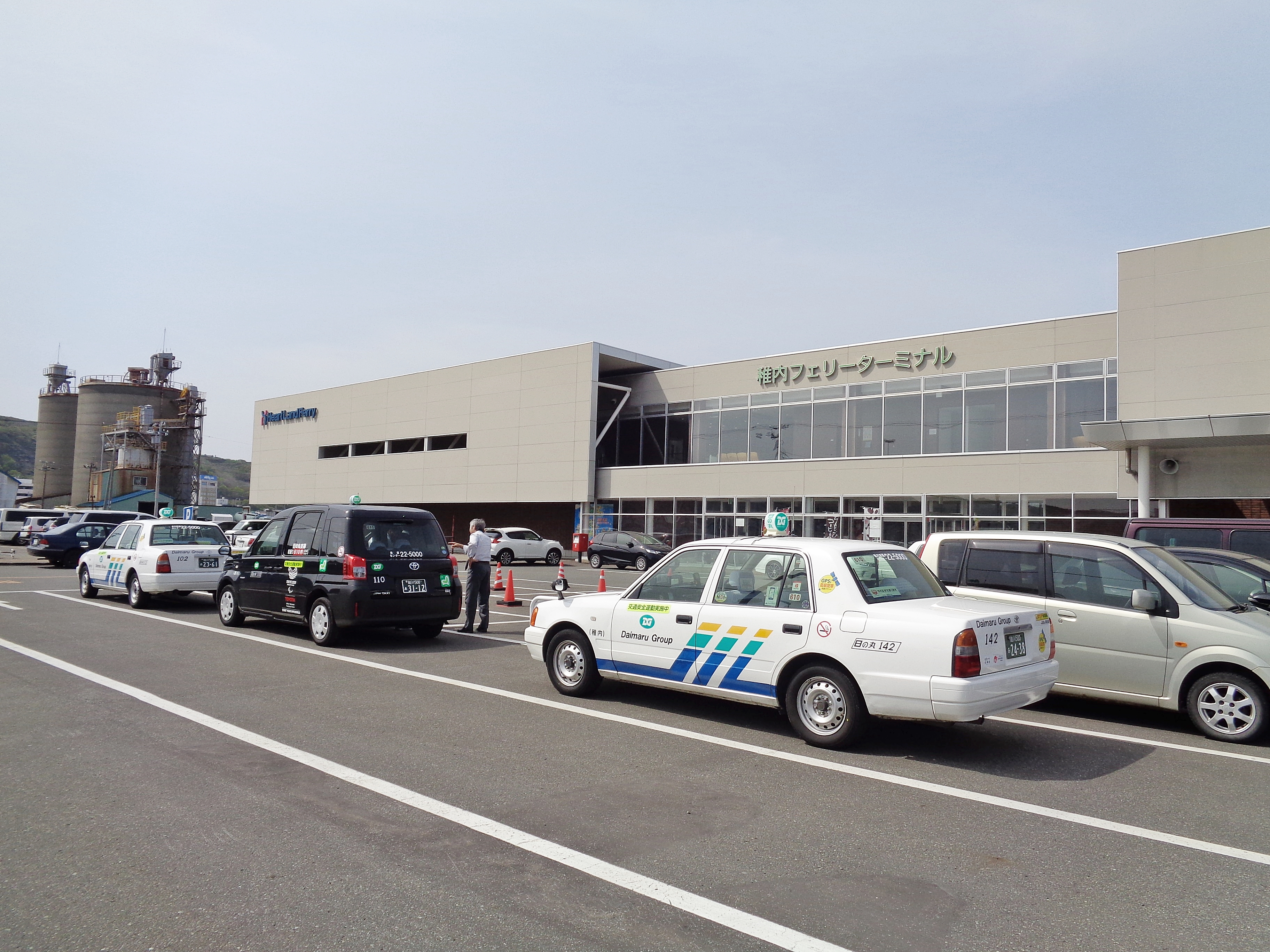
稚内港フェリーターミナル

  - 稚内 -  ロシア コルサコフ（運航休止中）

## 官公署
- 稚内市役所物流港湾課
- 稚内港港湾管理事務所
- 稚内地区消防事務組合稚内消防署
- 第一管区海上保安本部稚内海上保安部
- 北海道運輸局旭川運輸支局稚内庁舎
- 札幌出入国在留管理局稚内港出張所
- 小樽検疫所稚内出張所
- 函館税関稚内税関支署
- 札幌管区気象台稚内地方気象台
- 北海道開発局稚内開発建設部
  - 稚内港湾事務所
- 稚内警察署
- 宗谷総合振興局
- 北海道稚内保健所

## 沿革

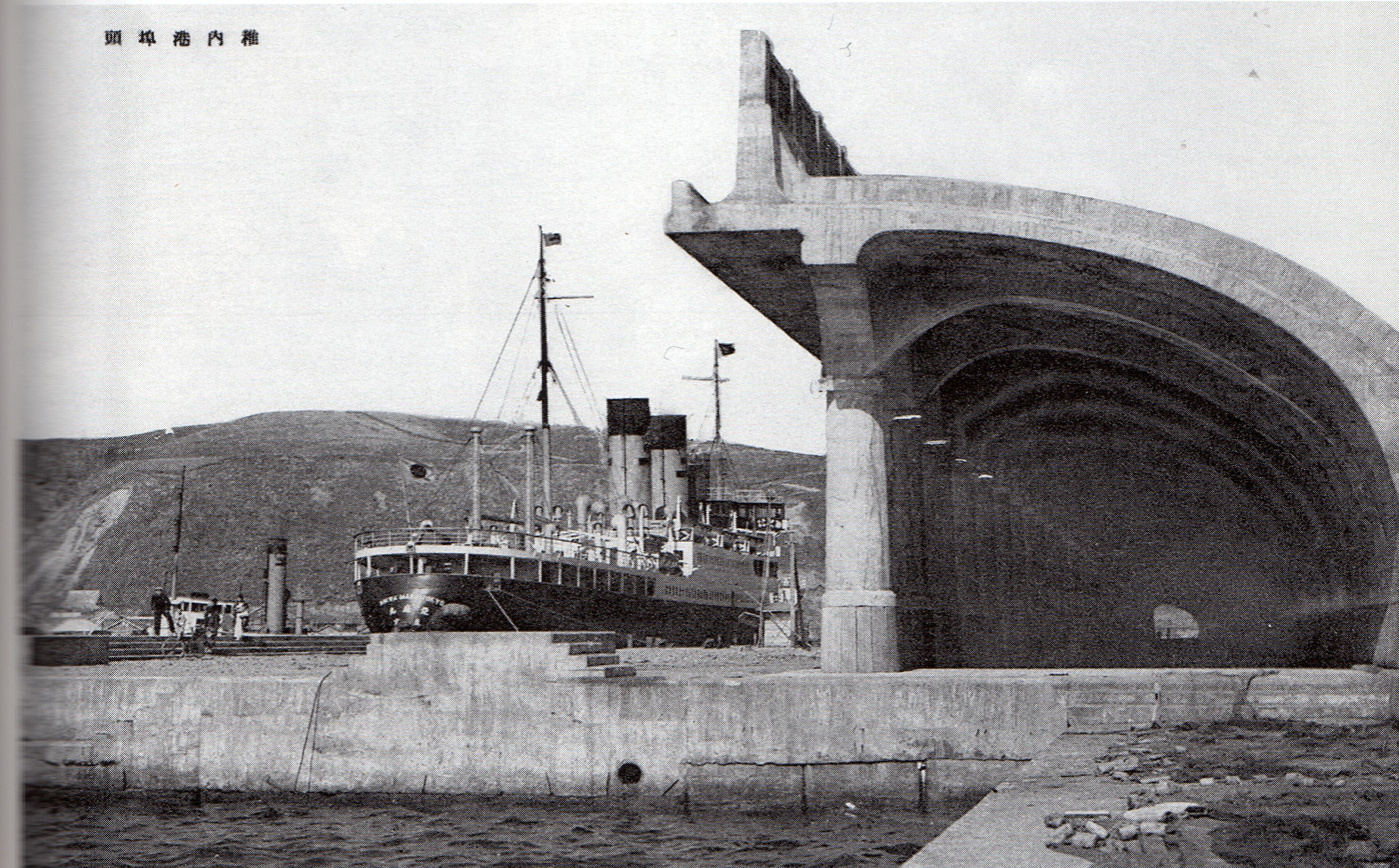
現在の北防波堤に接岸している稚泊連絡船「亜庭丸」

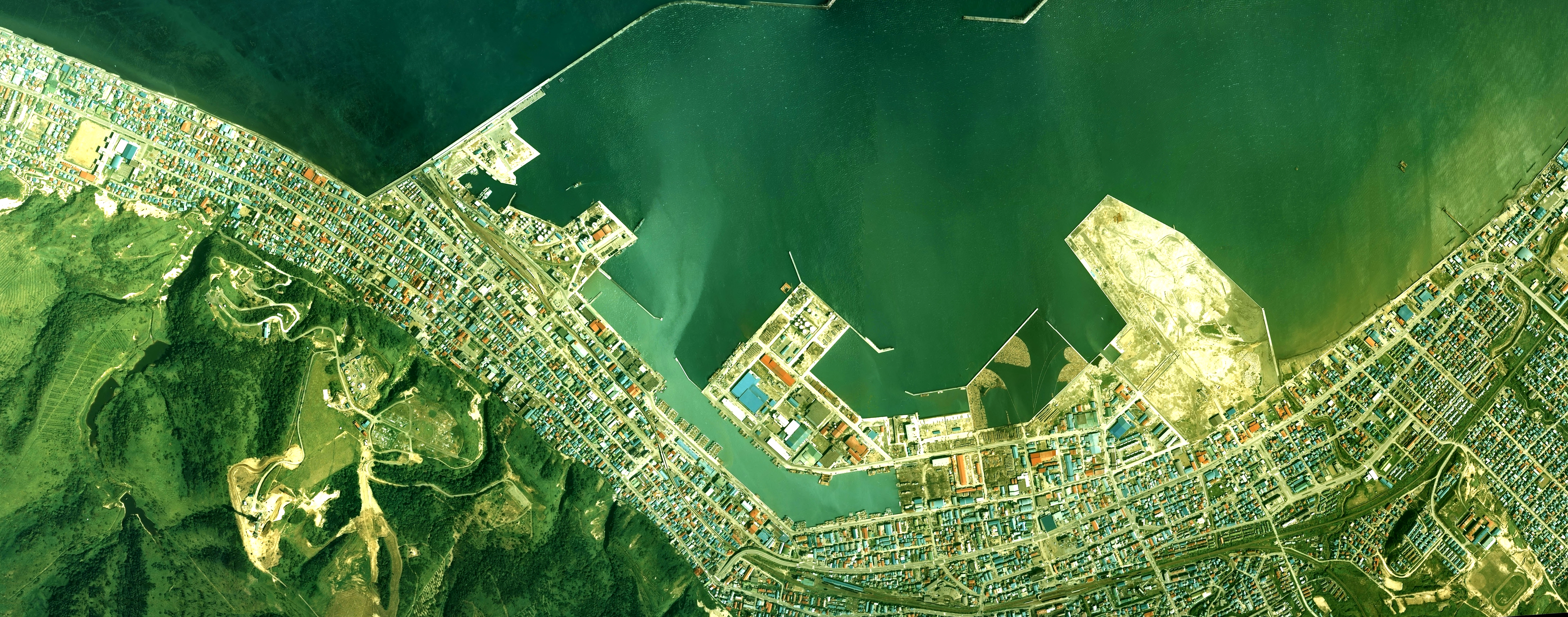
稚内港周辺の空中写真（1977年撮影）

稚内港は江戸時代の天明年間に松前藩が運上屋を置き、漁業開拓により魚介類の搬送を行ったことが始まりとされている。明治には北海道北部開拓の玄関口に位置づけられ、日露戦争を経て日本が南樺太（現在のサハリン州南部）を領有すると、稚内は樺太への最短航路として本格的な往来が始まっていった。太平洋戦争後は樺太との航路（稚泊連絡船）は途絶えてしまうが、稚内港は北洋漁業や天北炭田の拠点港、利尻島・礼文島への連絡港などとしての港湾整備が行われていった。

### サハリン航路
戦後のサハリン航路については、1989年（平成元年）にホルムスク（旧称真岡）へのサハリン観光のツアー船が稚内港を出港し、1991年（平成3年）にはコルサコフ（旧称大泊）へのツアー船が出港した。1995年（平成7年）には、ロシア船によるコルサコフ航路が定期航路（季節運航）として50年ぶりに復活し、1999年（平成11年）からは東日本フェリー（現在のハートランドフェリー）によるコルサコフ航路が運航開始した。資源開発「サハリンプロジェクト」が一段落すると利用者の減少が顕著になり、査証（ビザ）を免除してのサハリンツアーを催行する対策を講じたが、2012年（平成24年）にはロシア側からコルサコフ港の港湾施設使用料の50 %値上げを通告された。2014年（平成26年）にハートランドフェリーはサハリン航路からの撤退を表明し、2015年（平成27年）に運航終了した。2016年（平成28年）に稚内市は第三セクターの「北海道サハリン航路」を設立し、ロシアの「サハリン船舶会社」（SASCO）と運航契約を締結して運航再開した。

### 年表
- 1911年（明治44年）：日本郵政が稚内—大泊（現在のコルサコフ）間定期航路（季節運航）開設[22]。
- 1920年（大正09年）：「第1期北海道拓殖計画」による港湾建設着手[22]。
- 1923年（大正12年）：鉄道省直営の稚内—大泊間定期航路（稚泊航路）開設（1945年廃止）[22]。
- 1924年（大正13年）：北日本汽船による稚内—本斗（現在のネベリスク）連絡船航路（稚斗航路）開設[22]。利尻島・礼文島航路開設[22]。
- 1935年（昭和10年）：稚内利礼運輸（後の東日本フェリー、現在のハートランドフェリー）が稚内・鴛泊・香深三角航路開設[22]。
- 1936年（昭和11年）：北防波堤ドーム完成[22]。
- 1938年（昭和13年）：稚内桟橋駅設置（1945年廃止）[注 1]。
- 1948年（昭和23年）：関税法による「開港場」指定（稚内港の開港）[22]。
- 1952年（昭和27年）：出入国管理令（現在の出入国管理及び難民認定法）による「出入国港」指定[22]。
- 1953年（昭和28年）：稚内市が港湾管理者となる。港則法による「特定港」指定。
- 1957年（昭和32年）：港湾法による「重要港湾」指定[22]。
- 1962年（昭和37年）：検疫法による「検疫港」指定[22]。
- 1963年（昭和38年）：中央ふ頭完成。
- 1970年（昭和45年）：利尻・礼文航路にカーフェリー就航。
- 1974年（昭和49年）：地元による初の直接貿易により、ナホトカから貨物船入港[23]。
- 1977年（昭和52年）：200海里漁業専管水域設定[22]。
- 1987年（昭和62年）：しおさいプロムナード完成[22]。
- 1989年（平成元年）：利尻・礼文航路に大型カーフェリー（3,000トン級）就航。
- 1991年（平成03年）：「稚内マリンタウンプロジェクト」第1期事業開始[24]。
- 1995年（平成07年）：ロシア船によるコルサコフ定期航路再開[22]。「稚内マリンタウンプロジェクト」第2期事業開始。
- 1996年（平成08年）：日ロ定期航路桟橋完成[22]。
- 1999年（平成11年）：東日本フェリー（現在のハートランドフェリー）によるコルサコフ航路運航開始（2015年運航終了）。植物防疫法による「携帯品特定港」指定。
- 2003年（平成15年）：「国際交流特区」認定[25]。
- 2005年（平成17年）：輸出入総額が初の300億円突破[26]。
- 2007年（平成19年）：「第一副港地区優良建築物等整備事業」による稚内副港市場オープン。「みなとオアシス」登録[27]。
- 2008年（平成20年）：稚内港国際旅客ターミナル・稚内フェリーターミナル供用開始[28][29]。
- 2011年（平成23年）：国際フェリー・国際RO-RO船に係る「日本海側拠点港」選定[22][30]。
- 2012年（平成24年）：北防波堤ドーム公園、波止場プロムナード完成[31]。
- 2013年（平成25年）：稚内副港市場と稚内市ポートサービスセンターが「海の駅」認定[32][33]。
- 2015年（平成27年）：稚内フェリーターミナルのボーディング・ブリッジ供用開始。
- 2016年（平成28年）：稚内市が第三セクター「北海道サハリン航路」設立し[34]、ロシアの「サハリン船舶会社」（SASCO）と運航契約。コルサコフ航路運航再開。
- 2019年（令和元年）：コルサコフ航路は、2018年9月21日の運航を最後に、2019年および2020年の夏季の運航がされておらず運航休止中である。また、運航の再開時期は決まっていない[35]。

## 参考資料
- “沿革・概要” (PDF). 稚内港港湾要覧.  稚内市. 2017年7月26日閲覧。
- “施設・港勢” (PDF). 稚内港港湾要覧.   稚内市. 2017年7月26日閲覧。
- “北の玄関口 稚内港” (PDF).  北海道開発局 稚内開発建設部. 2017年7月26日閲覧。